# I Will
I Will is een lied van de Britse popgroep The Beatles. De credits van het nummer zijn toegeschreven aan Lennon-McCartney, maar het lied is door Paul McCartney geschreven in 1967 tijdens een verblijf in Rishikesh, India. I Will is in 1968 op het album The Beatles (White Album) uitgebracht.

## Achtergrond
In 1968 verbleven The Beatles enige weken in India om daar transcendentale meditatie te studeren bij de Maharishi Mahesh Yogi. In deze periode werkten zij aan verschillende nummers, waaronder I Will. Paul McCartney had al enige tijd de melodie van het nummer geschreven, maar had nog geen tekst. McCartney herinnert zich dat hij in India met Donovan een tekst schreef bij de melodie. McCartney was echter niet tevreden over deze tekst en schreef later zelf een nieuwe tekst die hij gebruikte voor het nummer.

## Opnamen
Op 16 september 1968 begonnen de The Beatles in de Abbey Road Studios in Londen aan de opnamen van I Will. Hierbij bespeelde McCartney een akoestische gitaar en John Lennon en Ringo Starr percussie-instrumenten. McCartney zong de liedtekst. George Harrison speelde niet mee op I Will. Die dag namen The Beatles 67 takes van het nummer op. Het hoge aantal takes had twee oorzaken. Om te beginnen bracht McCartney tijdens de opnamen nog veranderingen in de liedtekst aan. Daarnaast speelden The Beatles tijdens deze sessie, onder aanvoering van McCartney, enkele geïmproviseerde versies van andere nummers. Tijdens take 19 speelden The Beatles een kort nummer genaamd Can You Take Me Back? Dit nummer zou later gebruikt worden op het album aan het einde van Cry Baby Cry. Ook speelden ze tijdens take 35 Step Inside Love, een hit uit 1968 van Cilla Black. Op Anthology 3 is te horen hoe dit nummer The Beatles weer inspireerde om ter plekke een nieuw nummer getiteld Los Paranoias te bedenken.
Op 17 september gingen de opnamen van I Will verder. Die dag nam McCartney de achtergrondzang bij het nummer op en speelde hij nog een tweede akoestische gitaarpartij. McCartney speelde bovendien niet, zoals gebruikelijk, de basgitaar, maar zong de melodie van de basgitaar.
Op 16 en 17 september was George Martin, de gebruikelijke producer van The Beatles, niet aanwezig vanwege een vakantie. Hij werd in deze periode vervangen door Chris Thomas.

## Credits
- Paul McCartney - akoestische gitaar, zang
- John Lennon - percussie
- Ringo Starr - maraca's, bekkens